# WIG20short
WIG20short – indeks giełdowy kształtujący się odwrotnie do popularnego indeksu WIG20, jest on polskim odpowiednikiem niemieckiego indeksu shortDAX. Indeks WIG20short został opublikowany na Giełdzie Papierów Wartościowych w Warszawie po raz pierwszy 4 maja 2009 roku.